# Kōdansha-Manga-Preis
Der Kōdansha-Manga-Preis (japanisch 講談社漫画賞 Kōdansha Manga Shō) ist eine Auszeichnung für Mangas. Der japanische Kōdansha-Verlag, einer der größten Verlage für Mangas in Japan, vergibt den Preis seit 1977 jährlich.
Die Idee zu einer ersten Version des Preises entstand 1959, als das Shōnen Magazine gegründet wurde und man zum 50-jährigen Bestehen des Verlages drei Auszeichnungen vergeben wollte. Neben Preisen für Photographien und Illustrationen verlieh Kodansha 1960 erstmals auch den Kōdansha-Kinder-Manga-Preis (講談社児童まんが賞 Kōdansha Jidō Manga Shō), einen Preis für japanische Comics, die für Kinder gezeichnet wurden. Der Preis, den unter anderem Shōtarō Ishinomori und Shigeru Mizuki gewannen, wurde 1969 zum neunten und letzten Mal vergeben. Wegen des 60-jährigen Bestehens von Kōdansha vergab man ab 1970 jedoch den Kōdansha-Kulturpreis (講談社出版文化賞 Kōdansha Shuppan Bunka Shō) und zeichnete in der Kategorie Kinder-Manga (児童まんが部門 Jidō Manga Bumon) verschiedene Zeichner und ihre Werke aus. Siebenmal wurde dieser vergeben und 1976 die Vergabe eingestellt.
Ein dritter Anlauf sollte bereits im darauf folgenden Jahr mit dem Kōdansha-Manga-Preis gestartet werden. Man vergab den Preis jedes Jahr in den zwei Kategorien Shōnen (少年部門 Shōnen Bumon) und Shōjo (少女部門 Shōjo Bumon). Die ersten Preisträger waren der Manga-Pionier Osamu Tezuka für seine beiden Werke Black Jack und Mitsume ga Tōru, Candy Candy von Yumiko Igarashi und Kyōko Mizuki sowie Haikara-san ga Tōru von Waki Yamato.
1982 führte man die Seinen- bzw. die allgemeine Kategorie (青年一般部門 Seinen Ippan Bumon) ein und benannte diese 1999, bei der 23. Verleihung, in „allgemeine Kategorie“ (一般部門 Ippan Bumon) um. Sie gilt als die wichtigste. Seit 2003 existiert die Kategorie Jidō Manga Bumon (児童部門), in der Mangas für Kinder ausgezeichnet werden. Josei-Mangas werden entweder in der Shōjo-Kategorie oder in der allgemeinen Kategorie prämiert. So erhielt Jun Fukami für Waru den Preis in der allgemeinen Kategorie und Tomoko Ninomiya für Nodame Cantabile in der Shōjo-Kategorie. Seinen-Mangas werden für gewöhnlich ebenfalls in der allgemeinen Kategorie geehrt, eine Ausnahme war allerdings Yuzo Takadas Seinen-Manga 3×3 Augen, der in der Shōnen-Kategorie gewann. Der bislang einzige verliehene Spezialpreis ging 1985 an Osamu Tezuka für die von Kodansha veröffentlichte Komplettausgabe seiner Werke und sein 40 Jahre andauerndes Schaffen. Nur fünf Mangaka erhielten den Kodansha-Manga-Preis bereits zweimal, Tezuka, Makoto Kobayashi, Daisuke Terasawa, Harold Sakuishi sowie Kaiji Kawaguchi, der ihn sogar für drei Werke gewann – Actor, The Silent Service und Zipang.
Die Gewinner erhalten eine Urkunde, eine Bronze-Statue und ein Preisgeld von einer Million Yen. Eine Jury, hauptsächlich aus ehemaligen Preisträgern, Schriftstellern und Manga-Zeichnern bestehend, ermittelt aus mehreren Nominierten die Sieger.
Wie beim Shōgakukan-Manga-Preis wird das Sponsoring durch den Verlag wegen der Möglichkeit, verlagseigene Veröffentlichungen zu bevorzugen, bisweilen kritisch gesehen. 88 der bisher 109 ausgezeichneten Mangas (Stand: 2008) stammen von Kōdansha selbst.

## Preisträger

### 1977–1980
| Jahr | Shōnen                                          | Shōjo                                            |
| ---- | ----------------------------------------------- | ------------------------------------------------ |
| 1977 | Osamu Tezuka für Black Jack und Mitsuma ga tōru | Yumiko Igarashi und Kyōko Mizuki für Candy Candy |
| 1977 | Osamu Tezuka für Black Jack und Mitsuma ga tōru | Waki Yamato für Haikara-san ga tōru              |
| 1978 | Noboro Kawasaki für Football taka               | Yōko Shōji für Seito Shōkun!                     |
| 1979 | Kimio Yanagisawa für Tonda couple               | Yumiko Ōshima für Wata no Kuni Hoshi             |
| 1980 | Gō Nagai für Suna no Ō                          | Mayumi Yoshida für Lemon hakusho                 |

### 1981–1990
| Jahr | Shōnen                                      | Shōjo                                                   | Seinen bzw. Allgemein                              |
| ---- | ------------------------------------------- | ------------------------------------------------------- | -------------------------------------------------- |
| 1981 | Makoto Kobayashi für 1, 2 no Sanshirō       | Shizue Takanashi und Shunichi Yukimuro für Ohayō! Spank |                                                    |
| 1982 | Motoka Murakami für Gakuto retsuden         | Suzue Miuchi für Yōkihi-den                             | Machiko Satonaka für Karyūdo no seiza              |
| 1983 | Mitsuru Miura für The Kabocha Wine          | Ryōko Yamagishi für Hi izuru Tokoro no Tenshi           | Fumi Saimon für P.S. Genki desu, Shunpei           |
| 1984 | Yasuichi Ōshima für Batsu & Terii           | Hiromu Ono für Lady Love                                | Katsuhiro Otomo für Akira                          |
| 1985 | Shūichi Shigeno für Bari Bari Densetsu      | nicht vergeben                                          | Kei Sadayasu und Jūzō Yamasaki für Okashina futari |
| 1985 | Shūichi Shigeno für Bari Bari Densetsu      | nicht vergeben                                          | Naomi Nishi für Mahiro taiken                      |
| 1986 | Tatsuya Hiruta für Kōtarō makaritōru        | Yukari Ichijō für Yūkan Club                            | Osamu Tezuka für Adolf                             |
| 1986 | Tatsuya Hiruta für Kōtarō makaritōru        | Yukari Ichijō für Yūkan Club                            | Makoto Kobayashi für What’s Michael?               |
| 1987 | Takeshi Maekawa für Tekken Chinmi           | Yū Asagiri für Nana iru Magic                           | Kaiji Kawaguchi für Actor                          |
| 1988 | Daisuke Terasawa für Mister Ajikko          | Akemi Matsunae für Junjō kureijii Fruits                | Mikio Igarashi für Bono Bono                       |
| 1988 | Daisuke Terasawa für Mister Ajikko          | Akemi Matsunae für Junjō kureijii Fruits                | Kazuhiro Kiuchi für Be-bop High School             |
| 1989 | Toshiyuki Mutsu für Meimon! Dai-san yakyūbu | Yumiko Suzuki für Shiratori Reiko de gozaimasu          | Shigeru Mizuki für Shōwa-shi                       |
| 1989 | Toshiyuki Mutsu für Meimon! Dai-san yakyūbu | Momoko Sakura für Chibi Maruko-chan                     | Shigeru Mizuki für Shōwa-shi                       |
| 1990 | Masatoshi Kawahara für Shura no Mon         | Naka Marimura für Pride                                 | Kaiji Kawaguchi für The Silent Service             |
| 1990 | Masatoshi Kawahara für Shura no Mon         | Naka Marimura für Pride                                 | Harold Sakuishi für Gorillaman                     |

### 1991–2000
| Jahr | Shōnen                                                      | Shōjo                                            | Seinen bzw. Allgemein                          |
| ---- | ----------------------------------------------------------- | ------------------------------------------------ | ---------------------------------------------- |
| 1991 | George Morikawa für Hajime no Ippo                          | Mieko Ōsaka für Eien no nahara                   | Kenshi Hirokane für Kachō Shima Kōsaku         |
| 1991 | George Morikawa für Hajime no Ippo                          | Mieko Ōsaka für Eien no nahara                   | Jun Fukami für Waru                            |
| 1992 | Sanbanchi Kawa und Tarō Nami für Kaze Hikaru                | Mariko Iwadate für Uchi no mama ga iu koto ni wa | Yūji Aoki für Naniwa kin'yūdō                  |
| 1993 | Yuzo Takada für 3×3 Augen                                   | Naoko Takeuchi für Sailor Moon                   | Hitoshi Iwaaki für Kiseijū                     |
| 1994 | Tsukasa Ōshima für Shoot!                                   | Junko Karube für Kimi no te ga sasayaite iru     | Yasuhito Yamamoto für Tetsujin Ganma           |
| 1995 | Fumiya Sato und Yozaburo Kanari für Kindaichi Shonen        | Mari Ozawa für Sekai de ichiban yasashii ongaku  | Makoto Isshiki für Hanada Shōnen Shi           |
| 1996 | Daisuke Terasawa für Shōta no Sushi                         | Fusako Kuramochi für Tennen kokekkō              | Minoru Furuya für Ike! Inachū takkyūbu         |
| 1997 | Yoshito Yamahara für Ryūrōden                               | Natsumi Itsuki für Yakumo tatsu                  | Minetaro Mochizuki für Dragon Head             |
| 1998 | Tōru Fujisawa für Great Teacher Onizuka                     | Miho Obana für Kodomo no Omocha                  | Nobuyuki Fukumoto für Tobaku mokushiroku kaiji |
| 1998 | Tōru Fujisawa für Great Teacher Onizuka                     | Miho Obana für Kodomo no Omocha                  | Gonta King und Hagin Yi für Sōtenkōro          |
| 1999 | Atsushi Kase für Chameleon                                  | Miwa Ueda für Peach Girl                         | Michiharu Kusunoki für Wangan Midnight         |
| 2000 | Yasushi Hoshino und Fūmei Sai für Shōbushi densetsu Tetsuya | Satomi Ikezawa für Guru Guru Pon-chan            | Takehiko Inoue für Vagabond                    |

### 2001–2010
| Jahr | Kinder                                                                  | Shōnen                                                   | Shōjo                                     | Allgemein                                                |
| ---- | ----------------------------------------------------------------------- | -------------------------------------------------------- | ----------------------------------------- | -------------------------------------------------------- |
| 2001 | –                                                                       | Ken Akamatsu für Love Hina                               | Natsuki Takaya für Fruits Basket          | Naoki Urasawa für 20th Century Boys                      |
| 2002 | –                                                                       | Eiji Nonaka für Cromartie High School                    | Fumi Yoshinaga für Seiyō Kottō Yōgashiten | Kaiji Kawaguchi für Zipang                               |
| 2002 | –                                                                       | Harold Sakuishi für Beck                                 | Fumi Yoshinaga für Seiyō Kottō Yōgashiten | Kaiji Kawaguchi für Zipang                               |
| 2003 | Hiromu Shinozuka für Mirmo!                                             | Masashi Asaki und Yūma Andō für Kunimitsu no Matsuri     | Chika Umino für Honey and Clover          | Kazumi Yamashita für Tensai Yanagizawa Kyōju no Seikatsu |
| 2003 | Hiromu Shinozuka für Mirmo!                                             | Masashi Asaki und Yūma Andō für Kunimitsu no Matsuri     | Yayoi Ogawa für Tramps Like Us            | Kazumi Yamashita für Tensai Yanagizawa Kyōju no Seikatsu |
| 2004 | Kazuhiko Owarawa für Ultra Ninpōchō Series                              | Hirofumi Sawada für Sha na Kimi – Gikei                  | Tomoko Ninomiya für Nodame Cantabile      | Masaki Segawa und Futaro Yamada für Basilisk             |
| 2005 | Moyoco Anno für Sugar Sugar Rune                                        | Masahito Soda für capeta                                 | Risa Itō für Oi Piitan!!                  | Norifusa Mita für Dragon Sakura                          |
| 2005 | Moyoco Anno für Sugar Sugar Rune                                        | Masahito Soda für capeta                                 | George Asakura für Koibumi Biyori         | Norifusa Mita für Dragon Sakura                          |
| 2006 | Natsumi Andō für Kitchen no Ohime-sama                                  | Oh! Great für Air Gear                                   | Keiko Suenobu für Life                    | Yuki Urushibara für Mushishi                             |
| 2007 | Etsushi Ogawa für Tenshi no Furaipan                                    | Kōji Kumeta für Sayonara Zetsubō Sensei                  | Chiyo Rokuhana für I.S.                   | Asa Higuchi für Ōkiku Furikabutte                        |
| 2007 | Etsushi Ogawa für Tenshi no Furaipan                                    | Hiroki Yagami für Dear Boys Act II                       | Chiyo Rokuhana für I.S.                   | Asa Higuchi für Ōkiku Furikabutte                        |
| 2008 | PEACH-PIT für Shugo Chara!                                              | Motoyuki Tanaka für Saikyō! Toritsu Aoizaka Kōkō Yakyūbu | Karuho Shiina für Kimi ni Todoke          | Masayuki Ishikawa für Moyashimon                         |
| 2009 | Kaoru Hayamine und Kei Enue für Meitantei Yumemizu Kiyoshirō Jiken Note | Hiro Mashima für Fairy Tail                              | Ryō Ikuemi für Kiyoku Yawaku              | Kōsuke Fujishima für Oh! My Goddess                      |
| 2009 | Kaoru Hayamine und Kei Enue für Meitantei Yumemizu Kiyoshirō Jiken Note | Motohiro Katō für Q.E.D.                                 | Ryō Ikuemi für Kiyoku Yawaku              | Kōsuke Fujishima für Oh! My Goddess                      |
| 2010 | Tenya Yabuno für Inazuma Eleven                                         | Yūji Terajima für Daiya no A                             | Akiko Higashimura für Kuragehime          | Tsujitomo und Masaya Tsunamoto für Giant Killing         |

### 2011–
| Jahr | Kinder                                               | Shōnen                                                                           | Shōjo                                                | Allgemein                                                                                                 |
| ---- | ---------------------------------------------------- | -------------------------------------------------------------------------------- | ---------------------------------------------------- | --- |
| 2011 | Hidekichi Matsumoto für Honto ni Atta! Reibai Sensei | Hajime Isayama für Shingeki no Kyojin                                            | Yuki Suetsugu für Chihayafuru                        | Chika Umino für Sangatsu no Raion                                                                         |
| 2011 | Hidekichi Matsumoto für Honto ni Atta! Reibai Sensei | Hajime Isayama für Shingeki no Kyojin                                            | Yuki Suetsugu für Chihayafuru                        | Chūya Koyama für Uchū Kyōdai                                                                              |
| 2012 | Ema Tōyama für Watashi ni ×× Shinasai!               | Marimo Ragawa für Mashiro no Oto                                                 | Setona Mizushiro für Shitsuren Chocolatier           | Makoto Yukimura für Vinland Saga                                                                          |
| 2013 | Makoto Raiku für Dōbutsu no Kuni                     | Naoshi Arakawa für Shigatsu wa Kimi no Uso                                       | Kazune Kawahara und Aruko für Ore Monogatari!!       | Yūji Moritaka und Keiji Adachi für Gurazeni Akira Hiramoto für Prison School                              |
| 2014 | Noriyuki Konishi für Yōkai Watch                     | Hikaru Katsuki für Baby Steps                                                    | Taamo für Taiyō no Ie                                | Haruko Kumota für Shōwa Genroku Rakugo Shinjū                                                             |
| 2015 | –                                                    | Nakaba Suzuki für The Seven Deadly Sins Wataru Watanabe für Yowamushi Pedal      | Tsunami Umino für Nigeru wa Haji da ga Yaku ni Tatsu | Tsutomu Nihei für Knights of Sidonia                                                                      |
| 2016 | –                                                    | Tsuyoshi Yasuda für Days                                                         | Junko für Kiss Him, Not Me                           | Yū Suzunoki für Kōnodori                                                                                  |
| 2017 | –                                                    | Kotono Katō für Shōkoku no Altair                                                | Maki Miyoshi für P to JK                             | Katsuhisa Minami für The Fable                                                                            |
| 2018 | –                                                    | Paru Itagaki für BEASTARS                                                        | Bakka Okita für Tōmei na Yurikago                    | Yuki Ozawa für Sanju Mariko Saburō Megumi und Bin Kusamizu für Furajairu Byōrii Kishi Keiichirō no Shoken |
| 2019 | –                                                    | Negi Haruba für Go-Tōbun no Hanayome Yoshitoki Ōima für To Your Eternity         | Rie Aruga für Perfect World                          | Fumi Yoshinaga für Kinō Nani Tabeta?                                                                      |
| 2020 | –                                                    | Ken Wakui für Tokyo Revengers                                                    | Robico für Our Precious Conversations                | Tsubasa Yamaguchi für Blue Period                                                                         |
| 2021 | –                                                    | Muneyuki Kaneshiro und Yūsuke Nomura für Blue Lock                               | Megumi Morino für Ein Gefühl namens Liebe            | Kiwa Irie für Yuria-sensei no Akai Ito                                                                    |
| 2022 | –                                                    | Fuse und Taiki Kawakami für Meine Wiedergeburt als Schleim in einer anderen Welt | Rikachi für Hoshifuru Ōkoku no Nina                  | Miko Yasu für Police in a Pod                                                                             |
| 2023 | –                                                    | Ryōsuke Fuji und Katarina für Shangri-La Frontier                                | Mamoru Aoi für My Girlfriend’s Child                 | Misaki Takamatsu für Skip & Loafer                                                                        |
| 2024 | –                                                    | Kanehito Yamada und Tsukasa Abe für Frieren – Nach dem Ende der Reise            | Rumi Ichinohe für Kimi no Yokogao Miteita            | Tsurumaikada für Medalist                                                                                 |

2015 erhielt Tochi Ueyama für Cooking Papa den Sonderpreis zum 30-jährigen Bestehen der Serie.